# بوگینگن
بوگینگن (به آلمانی: Buggingen) یک شهر در آلمان است که در برایگاو-هخشوارتسوالد واقع شده‌است. بوگینگن ۳٬۸۴۱ نفر جمعیت دارد.